# Glypta albitibia
Glypta albitibia är en stekelart som beskrevs av Dasch 1988. Glypta albitibia ingår i släktet Glypta och familjen brokparasitsteklar. Inga underarter finns listade i Catalogue of Life.